# رستور
رستور (انگلیسی: Recetor) نام یک منطقه مسکونی در کلمبیا است.